# 衙县
衙县，古县名。一名彭衙，本是春秋时期秦国彭衙邑。战国晚期秦国改设衙县。在陕西省白水县东北四十里史官镇南彭衙村、北彭衙村，辖区约为今白水县北部。
《左传》文公二年：“晋侯及秦师战于彭衙，秦师败绩。”秦武公元年伐彭戏氏。西汉时衙县，汉武帝后属左冯翊。新朝王莽时衙县改名达昌县。东汉初年复名衙县。邓禹在衙县击破更始将军公乘歙。汉安帝永初五年（111年）曾徙上郡寄治于衙县。后废。西晋晋惠帝时复置衙县，寻省。